# Üter
 (avril 2024).
Si vous disposez d'ouvrages ou d'articles de référence ou si vous connaissez des sites web de qualité traitant du thème abordé ici, merci de compléter l'article en donnant les références utiles à sa vérifiabilité et en les liant à la section « Notes et références ».
Üter est un personnage de fiction de la série d'animation Les Simpson.
Üter est un étudiant bavarois participant à un échange international avec l'école élémentaire de Springfield. Il a quelques habitudes étranges comme celle d'offrir une sucette déjà léchée en signe d'amitié ou encore de manger de la pâte d'amande fortifiée à l'iode. Dans la version allemande de la série, Üter est un étudiant international suisse. Par ailleurs, ses fréquentes références au chocolat indiqueraient une origine suisse plutôt qu'allemande. Üter avait disparu de la série pendant une assez longue période. Une allusion à cette disparition avait même été faite lorsque le principal Skinner est interrogé par les parents d'Üter à propos de la disparition de ce dernier.

## Anecdotes
Lors de la saison 6, pour l'épisode spécial Halloween, Üter est découpé et transformé en saucisse à cause des restrictions budgétaires de la cantine de l'école élémentaire de Springfield. Üter fait cependant toujours partie de la série, car les épisodes spécial Halloween font référence à des histoires parallèles n'ayant pas vraiment lieu.